# Allium sacculiferum
Allium sacculiferum är en amaryllisväxtart som beskrevs av Karl Johann Maximowicz. Allium sacculiferum ingår i löksläktet som ingår i familjen amaryllisväxter. Inga underarter finns listade i Catalogue of Life.
Artens utbredningsområde anges som norra Kina, Korea och Nansei-shoto i Japan.

## Bilder

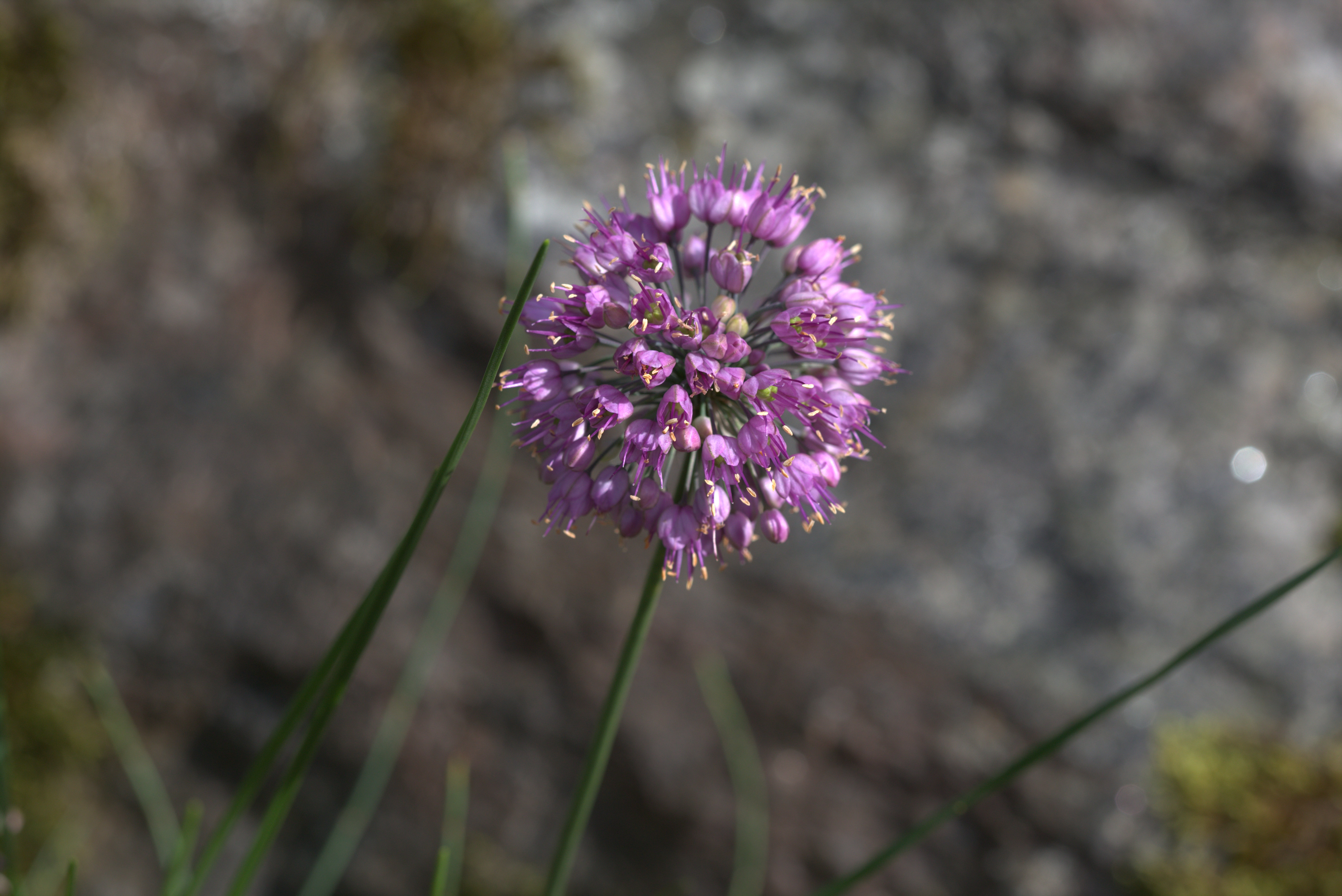